# Deseti brat
Deseti brat è un film del 1982 diretto da Vojko Duletič.
Film storico drammatico il cui soggetto è tratto dall'omonimo romanzo di Josip Jurčič. 